# Osiedle Mikołaja Kopernika (Grodzisk Mazowiecki)
Osiedle Mikołaja Kopernika lub Osiedle Kopernik (dawniej Wschód) – osiedle w Grodzisku Mazowieckim. Zajmuje obszar ograniczony ulicami Okulickiego, Armii Krajowej, Królewską i Orzeszkowej. Osiedle powstało na przełomie lat 70. i 80. XX wieku. 
Osiedlem Mikołaja Kopernika, podobnie jak Osiedlem Tadeusza Bairda zarządza Grodziska Spółdzielnia Mieszkaniowa. Kierownikiem osiedla jest Elżbieta Kuchta. 

## Historia
Decyzja o budowie osiedla na wschodzie Grodziska Mazowieckiego została podjęta przez zarząd Grodziskiej Spółdzielni Mieszkaniowej w połowie lat 70. XX wieku, po zakończeniu budowy osiedli Lutniana, Sadowa, Grunwaldzka i XX-lecia. Budowę rozpoczęto w 1977 roku, na terenie wyburzonych drewnianych letniaków, w części na terenie dawnego parku hr. Skarbka. Osiedle początkowo nosiło nazwę „Wschód”, w późniejszych latach przemianowaną na „Mikołaja Kopernika”. Pierwsze bloki zbudowane technologią wielkopłytową zostały wybudowane przy ulicy Kopernika i zasiedlone w 1981 roku. W okresie od 28 maja 1981 do 6 października 1986 roku na osiedlu powstały 22 budynki, w których ulokowano 812 mieszkań. Większość zbudowanych budynków mieszkalnych była niska (maksymalnie 3 piętra). 
Po zakończeniu realizacji inwestycji Osiedle Wschód (Mikołaja Kopernika), w połowie lat 80. XX wieku przystąpiono do realizacji inwestycji Osiedle Mikołaja Kopernika II (obecnie Tadeusza Bairda), zbudowanego na obszarze ograniczonym ulicami: Orzeszkowej, Szczerkowskiego, Teligi i Królewską. 
Budowa osiedla odegrała znaczną rolę w historii miasta, gdyż po jego wybudowaniu liczba mieszkańców miasta zwiększyła się, a sam Grodzisk Mazowiecki zaczął być postrzegany jako atrakcyjne miejsce do osiedlenia się. 

## Infrastruktura
Do ważniejszych ulic na terenie osiedla należą: Mikołaja Kopernika, Elizy Orzeszkowej oraz Armii Krajowej, ponadto w sąsiedztwie osiedla przebiegają drogi wojewódzkie: nr 579 (ul. Leopolda Okulickiego) i nr 719 (ul. Królewska).
Ważniejszymi obiektami na terenie Osiedla Mikołaja Kopernika są: Dwór Skarbków (siedziba Państwowej Szkoły Muzycznej im. T. Bairda), Przedszkole nr 7 im. Wróbelka Elemelka, Niepubliczna Szkoła Podstawowa STIF oraz sklepy sieci Carrefour, Aldi. Na terenie osiedla znajduje się też mały budynek będący pozostałością po stacji odbiorczej Transatlantyckiej Centrali Radiotelegraficznej (okolice ul. Szkolnej i Królewskiej). 

## Galeria

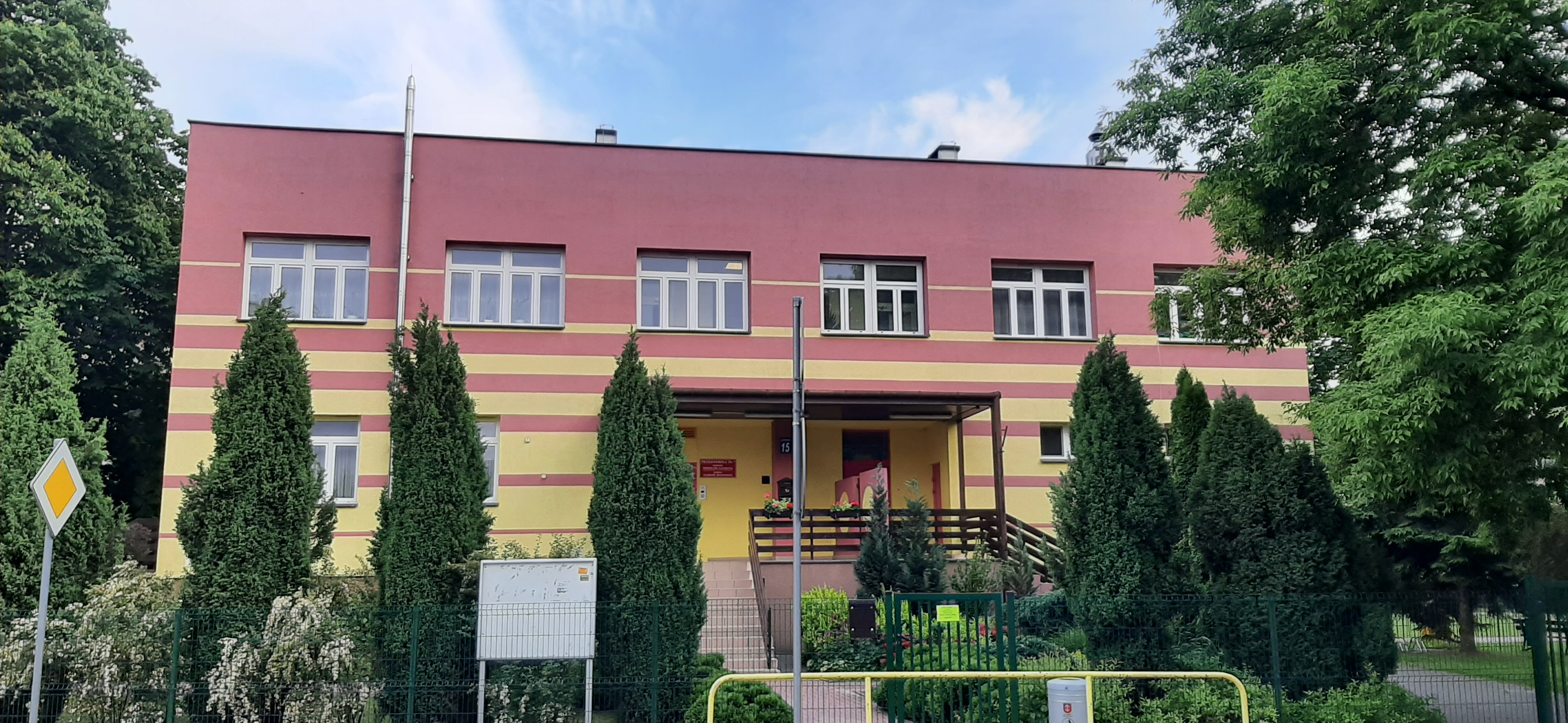
Przedszkole nr 7
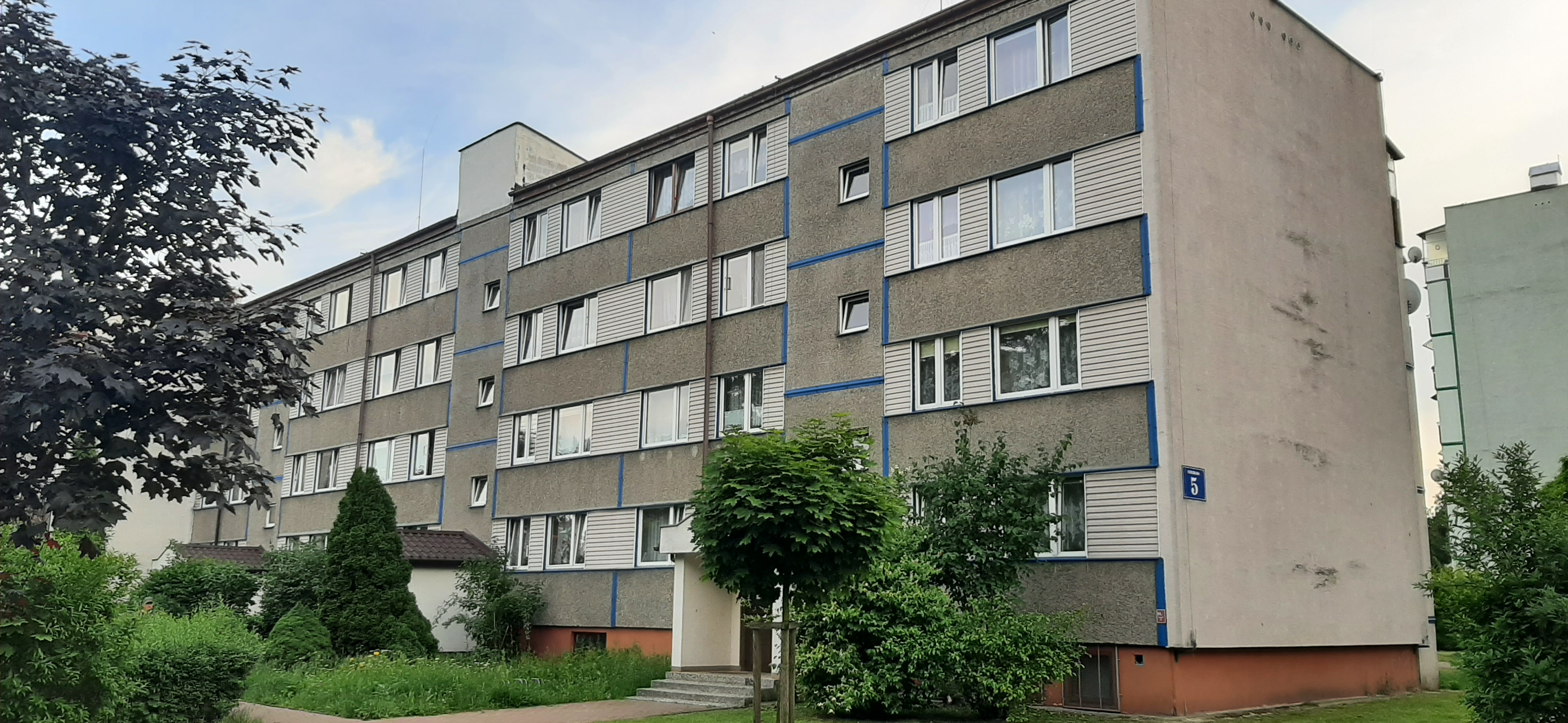
Budynek przy ulicy Szkolnej 5
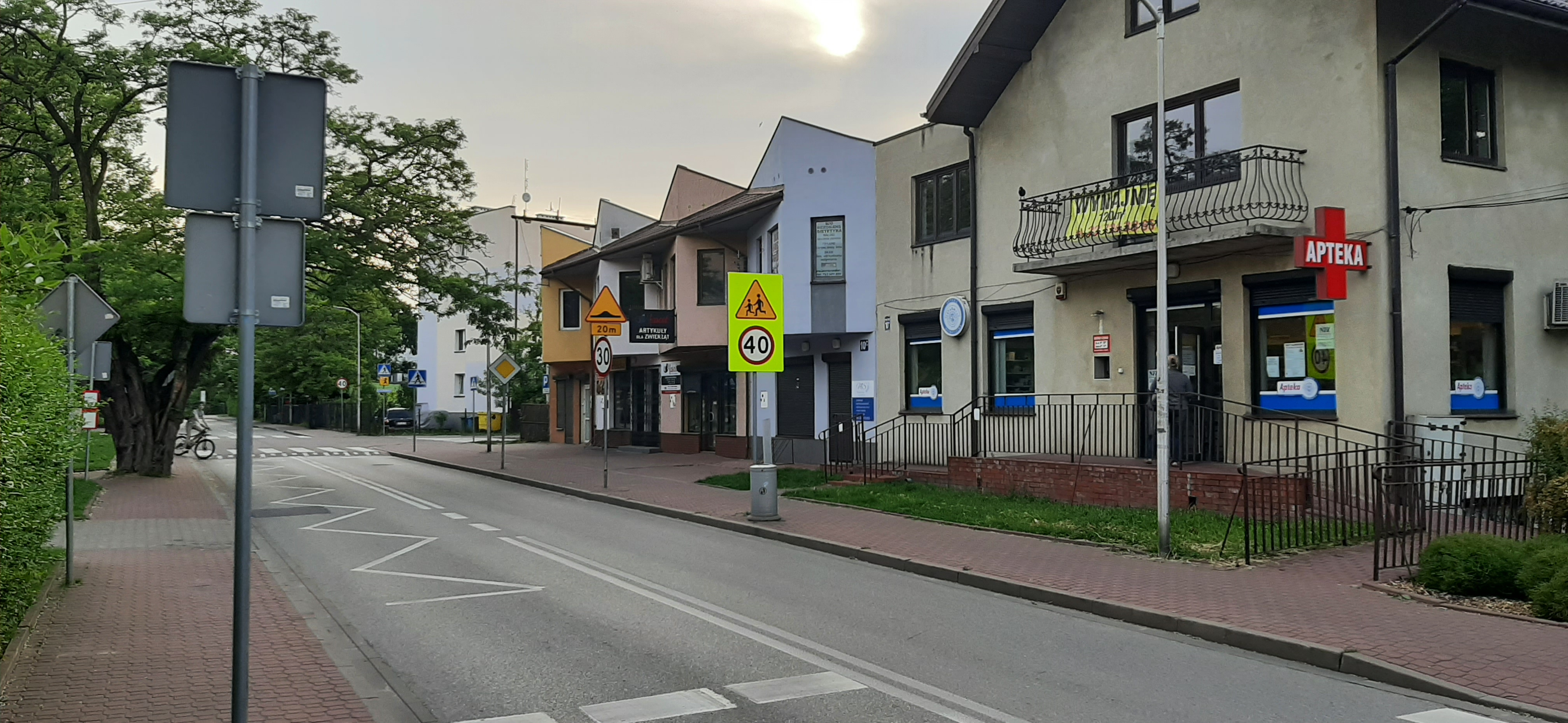
Ulica Mikołaja Kopernika
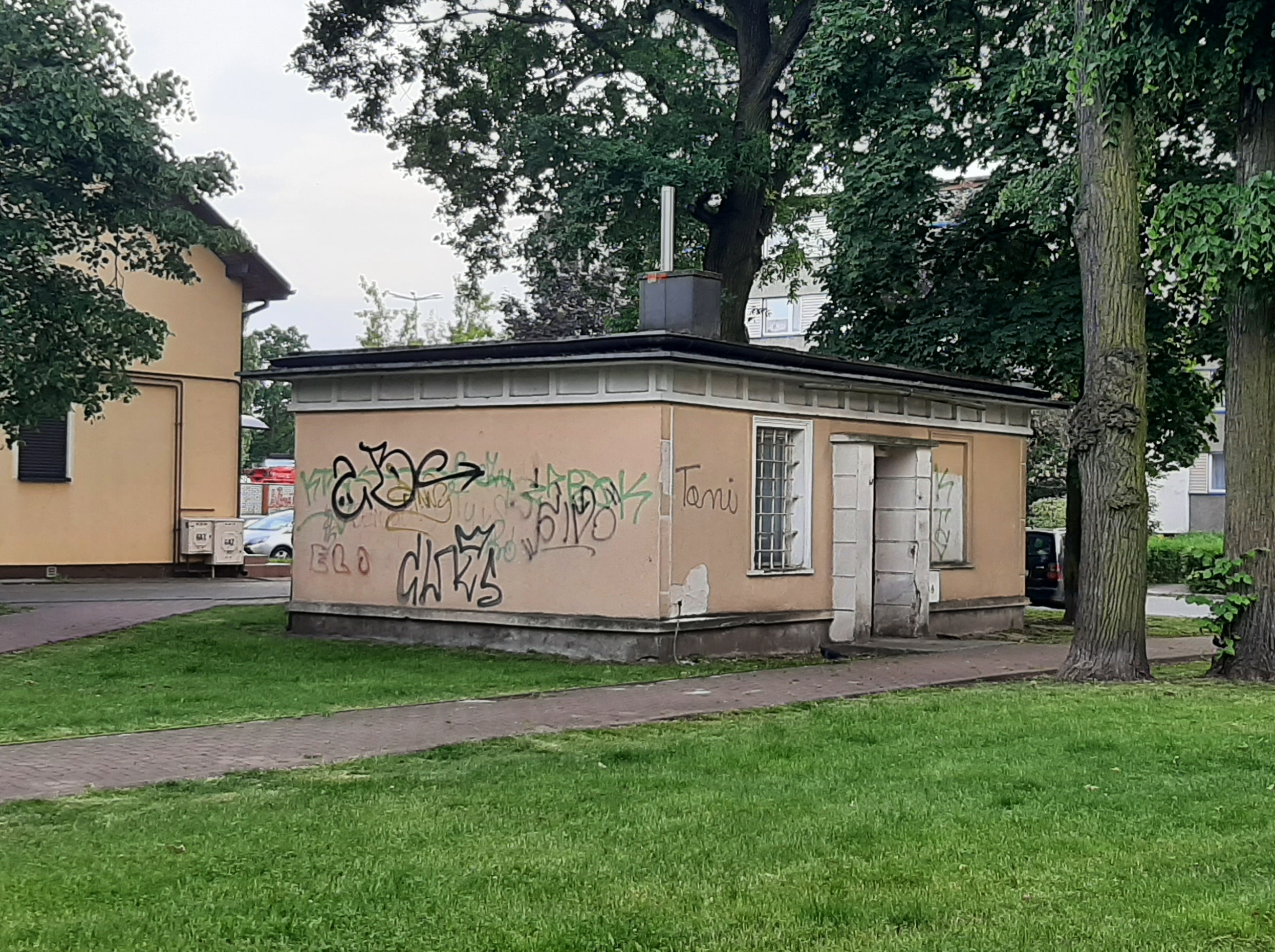
Pozostałości zabudowań dawnej Radiostacji
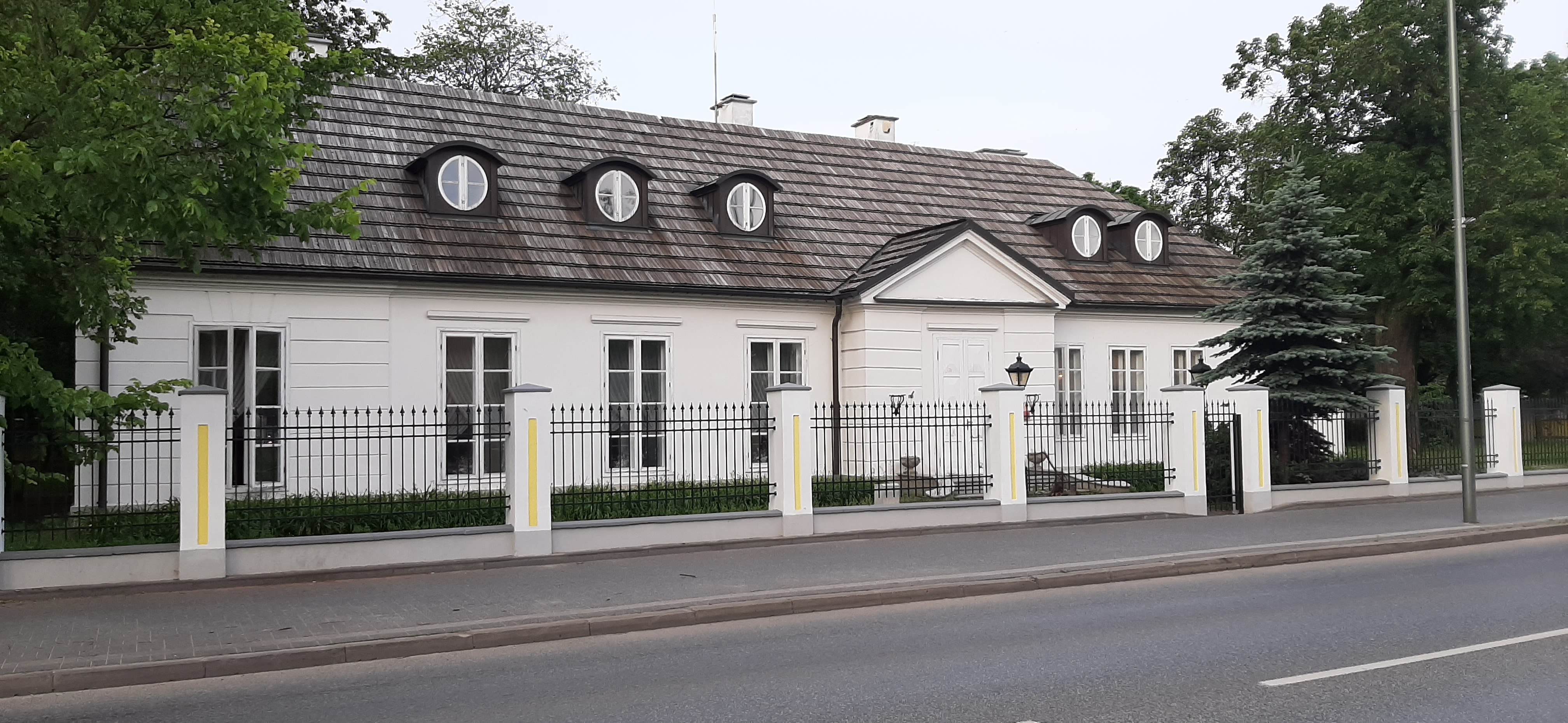
Dwór Skarbków